# 烟溪镇 (安化县)
烟溪镇，是中华人民共和国湖南省益阳市安化县下辖的一个乡镇级行政单位。

## 行政区划
烟溪镇下辖以下地区：
马塘社区、先进社区、烟溪社区、双塘村、丰里村、卧龙村、夏坪村、栗子溪村、十八村、天茶村、姚家村、黄龙村、抱龙村、桃溪村、双烟村、新云马村、联合村、陈竹村、深溪村、杨竹村、大阳村、黄洞冲村和通溪桥村。